# Şərqiyyə Vəliyeva
Şərqiyyə Əkbər qızı Vəliyeva (ur. 1 lipca 1936 we wsi Piczanis w rejonie Laçın) – pracownica sowchozu, przodownica pracy, azerbejdżańska polityk, Bohater Pracy Socjalistycznej (1966).

## Życiorys
Urodziła się w azerskiej rodzinie chłopskiej. Jej rodzice pracowali w kołchozie im. Kirowa. Otrzymała wykształcenie niepełne średnie, od 1949 pracowała jako dójka sowchozu im. Kirowa w rejonie Laçın, w 1966 została członkiem KPZR. Za wyróżnianie się w pracy otrzymała tytuł Bohatera Pracy Socjalistycznej. Jako dójka pracowała w sowchozie do przejścia na emeryturę, później zamieszkała w mieście Bərdə. Od 1967 do 1975 była deputowaną do Rady Najwyższej Azerbejdżańskiej SRR 6 i 7 kadencji. W 1997 wstąpiła do Partii Rodaków. Postanowieniem prezydenta Heydəra Əliyeva z 2 października 2002 otrzymała Stypendium Prezydenta Republiki Azetrbejdżanu.

## Odznaczenia
- Medal Sierp i Młot Bohatera Pracy Socjalistycznej (22 marca 1966)
- Order Lenina (dwukrotnie, 22 marca 1966 i 6 września 1973)
- Order Rewolucji Październikowej (dwukrotnie, 8 kwietnia 1971 i 14 lutego 1975)
- Order Czerwonego Sztandaru Pracy
- Order Przyjaźni Narodów (23 lutego 1981)
- Order „Znak Honoru”
- Tytuł Matka-bohater

I medale.